# تاد مک‌مالن
تاد مک‌مالن (انگلیسی: Todd McMullen) فیلم‌بردار اهل ایالات متحده آمریکا است. وی از سال ۱۹۹۲ میلادی تاکنون مشغول فعالیت بوده‌است.
از فیلم‌ها یا مجموعه‌های تلویزیونی که وی در آن‌ها نقش داشته است، می‌توان به پیکان‌های شکسته، مسیر سبز، بازگشت سوپرمن، آخرین پایمرد، اتاق خبر و بازماندگان اشاره نمود.